# Рохано, Даниэль
Даниэ́ль Роха́но Го́мес (исп. Daniel Rojano Gómez; род. 25 апреля 1997 года, Медельин, Колумбия) — колумбийский футболист, полузащитник.

## Клубная карьера
Рохано начал профессиональную карьеру в клубе «Энвигадо». 30 апреля 2015 года в поединке Кубка Колумбии против «Индепендьенте Медельин» он дебютировал за основной состав. В 2016 году Даниэль перешёл в «Онсе Кальдас». 4 июля в матче против «Депортиво Пасто» он дебютировал в Кубке Мстанга.

## Международная карьера
В 2017 года Рохано в составе молодёжной сборной Колумбии принял участие в молодёжного чемпионата Южной Америки в Эквадоре. На турнире он сыграл в матчах против команд Уругвая, Чили, Венесуэлы, Аргентины и дважды Бразилии.